# N’doukahakro
N’doukahakro est une localité du centre de la Côte d'Ivoire et appartenant au département de Toumodi, dans le district des Lacs. La localité de N’doukahakro est un chef-lieu de commune.